# محمد عبدالله القحطانی
محمد عبدالله القحطانی (۱۹۵۶–۱۹۷۹) فرمانده گروهی بود که در سال ۱۴۰۰ هجری قمری در جریان تصرف مسجدالحرام شرکت داشتند. القحطانی خود را مهدی موعود خوانده و حاضرین در مسجد الحرام را به بیعت با خود فراخواند.

## تولد و تحصیلات
محمد بن عبدالله الترکی القحطانی در ۱۹۵۶ به دنیا آمد. وی در دانشگاه علوم اسلامی الامام محمد بن سعود در ریاض تحصیل کرده و امام جماعت و خطیب مسجد الرویل بود. او از شاگردان شیخ عبدالعزیز بن محمد باز مفتی بزرگ عربستان بود. بنا به روایت برادر او خاندان قحطانی از سادات مصر بودند که همراه با ترک‌های عثمانی به عربستان آمده و جزئی از قبیله قحطانی شده و به الترکی معروف بودند.

## حضور در جماعت جهیمانیه
محمد بن عبدالله الترکی تحت تأثیر برادر همسرش جهیمان العتیبی رهبر این گروه قرار گرفته و به عضویت در این گروه درآمد. این گروه دیدگاهی سخت و خشک از قرائت سلفی داشتند.

رساله «البیان و التفصیل فی معرفه الدلیل» از رساله‌های این گروه اوست.

## ادعای مهدویت
در خصوص اعلام مهدویت القحطانی، حزیمی چنین نقل کرده است:
«من از محمد بن عبدالله القحطانی پرسیدم آیا تو مطمئن هستی که مهدی هستی؟ او در جواب گفت: من اول دربارهٔ آنچه اخوان دربارهٔ مهدی بودن من می‌گفتند قانع نشدم. اما بعد از مدتی از آنها جدا شده و بارها از خداوند طلب خیر کردم و در یک شب سینه من برای این عمل انشراح پیدا کرد. من از او پرسیدم: چه کسی برای بار اول اشاره کرد که تو مهدی هستی؟ او گفت: قبل از اینکه ما به اخوان بپیوندیم این فکر در نزد بعضی از اخوان در مسجد الرویل وجود داشت و گاهی آن را بیان می‌کردند و من در درون خود به این حرف‌ها می‌خندیدم و آن را شوخی تلقی می‌کردم تا اینکه رؤیاها به حد تواتر رسید و از آن زمان آنها را جدی گرفتم»

## تصرف مسجد الحرام
بعد از اعلام محمد الترکی به عنوان مهدی موعود در اولین روز سال ۱۴۰۰ هجری قمری گروه جماعت سلفی محتسبه (جهیمانیه) برای اعلام مهدویت او اقدام به تصرف مسجد الحرام کرده تا همانند روایات او در کنار کعبه و حجرالاسود خطبه خود را خوانده و مردم را به بیعت فراخواند.

## کشته شدن
در جریان این تصرف که ۱۴ روز به طول انجامید محمد بن عبدلله بر اثر نارنجک کشته شد.